# كمنسيل رائع
كمنسيل رائع (الاسم العلمي:Cumminsiella mirabilissima) هو نوع من الفطريات يتبع جنس الكمنسيل من الفصيلة الشقرانية.